# Ghiacciaio Kitticarrara
Il ghiacciaio Kitticarrara è un ripido ghiacciaio lungo circa 3 km situato nella zona centrale dei colli Kukri, nella regione centro-occidentale della Dipendenza di Ross, in Antartide. Il ghiacciaio, il cui punto più alto si trova a circa 800 m s.l.m., si trova in particolare in una piccola valle pochi metri a sud-ovest dalla testa del ghiacciaio Howard, dove fluisce in direzione est-sud-est fino a unire il proprio flusso a quello del ghiacciaio Ferrar.

## Storia
Il ghiacciaio Kitticarrara è stato così battezzato da Griffith Taylor, comandante della squadra occidentale della spedizione Terra Nova, condotta dal 1910 al 1913 e comandata dal capitano Robert Falcon Scott. Il nome fu suggerito a Taylor da Frank Debenham, il quale propose di intitolare il ghiacciaio a un famoso allevamento di pecore del Nuovo Galles del Sud chiamato appunto "Kitticarrara".